# Whatevershebringswesing
Whatevershebringswesing is het derde album van de Britse progressieve-rockmusicus Kevin Ayers.

## Tracklist
1. There Is Loving [KA] / Among Us [D.Bedford] / There Is Loving - 7:20
2. Margaret - 3:18
3. Oh My - 3:00
4. Song from the Bottom of a Well - 4:37
5. Whatevershebringswesing - 8:11
6. Stranger in Blue Suede Shoes - 3:24
7. Champagne Cowboy Blues - 3:53
8. Lullaby - 2:12

Op de heruitgebrachte cd (2003) staan een aantal extra tracks:
1. Stars* - 3:30 (B-kant van single)
2. Don't Sing No More Sad Songs* - 3:44 (van "Bananamour") (
3. Fake Mexican Tourist Blues* - 4:36 (van "Bananamour")
4. Stranger in Blue Suede Shoes* - 3:19 (vroege mix)

## Bezetting
- Kevin Ayers: zang, gitaar

met:
- David Bedford: piano, elektrische piano, mellotron
- Mike Oldfield: gitaar, basgitaar
- Dave Dufort: drums

verdere gasten:
- Robert Wyatt: achtergrondzang (5)
- Didier Malherbe: sax, fluit (1,5)
- William Murray (2,3,7)
- Tony Carr: drums (6,12)
- Gerry Fields: viool (2,7)
- Johnny Van Derek: viool (3)